# ليلونغوي

تعد ليلونغوي عاصمة ملاوي وتقع في المنطقة الوسطى من البلاد على نهر ليلونغوي 

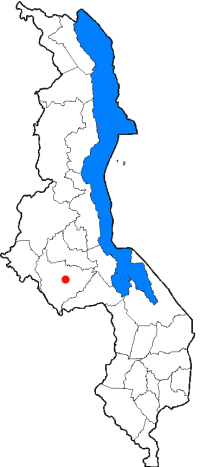
ليلونغوي

 بالقرب من حدود ملاوي بموزمبيق وزامبيا وعلى الطريق الرئيسي الذي يربط جنوب البلاد بشمالها ويقدر عدد سكانها بحوالي 597,609 نسمة(طبقاً لإحصائيات 2003).

## تاريخ المدينة
بدأت المدينة كقرية صغيرة على ضفاف نهر ليلونغوي ومع بداية القرن العشرين أصبحت مركز إداري أثناء الاحتلال البريطاني ونتيجة لوقوعها على الطريق الرئيسي الذي يربط الشمال بالجنوب وعلى الطريق المؤدي إلى روديسيا الشمالية(حالياً زامبيا) أصبحت ثاني أكبر مدينة في ملاوي وفي 1974 تم نقل العاصمة من زومبا(رابع أكبر مدينة في ملاوي اليوم) إلى ليلونغوي رسمياً وبالرغم من النمو الكبير الذي شهدته المدينة إلا أن معظم الأنشطة التجارية تتم في بلانتيري أكبر مدن ملاوي. في الوقت الحالي وكجزء من إعادة البناء السياسي تم نقل البرلمان إلى ليلونغوي وأصبح على أعضاء البرلمان قضاء وقت في العاصمة الجديدة فأصبحت ليلونغوي المركز السياسي للبلاد في حين ظلت بلانتيري العاصمة الاقتصادية.

## أحياء المدينة
تحتوي المدينة على عدة أحياء مرقّمة في نطاق من 1 إلى 50 أو أكثر حسب مدى نمو المدينة وليس من الضروري أن تكون أرقام الأحياء متعاقبة ولا يعتبر وسط المدينة من ضمن الأحياء المُرقّمة ومن المناطق البارزة:

### وسط المدينة
يُعتبر وسط المدينة من أكثر المناطق الحضارية والمتطورة في ليلونغوي ويوجد بها العديد من البنوك والبعثات الدبلوماسية والفنادق ومكاتب الطيران ومكاتب الشركات والمؤسسات الدولية.

### الحي الثاني
المدينة القديمة توجد شمال الحي الأول والأقرب إلى وسط المدينة. تعتبر منطقة مزدهرة اقتصادياً وتحتوي على سوق تجاري يرتاده السكان المحليين ويبيع الملابس والأطعمة المحلية وقطع غيار السيارات ومواد البناء .

## توأمة
لليلونغوي اتفاقيات توأمة مع:
- تايبيه (1984 - )

## أعلام
- إلفيس كافوتيكا
- دريك ثادزي
- بينجو وا موثاريكا
- ماوبو مسوويا
- هلينغز موكاسونغولا
- جون باندا
- كريستوفر جون باندا